# ويليام إتش. ستيفنسون
ويليام إتش. ستيفنسون هو مدرس ومحامي وسياسي أمريكي، ولد في 23 سبتمبر 1891 في كينوشا في الولايات المتحدة، وتوفي في 19 مارس 1978 في لاكروس في الولايات المتحدة. نشط حزبياً في الحزب الجمهوري. وقد انتخب المدعي العام ‏ (1935 – 1941) وانتخب المدعي العام ‏ (1924 – 1926) وانتخب عضو مجلس النواب الأمريكي ‏.